# براغ

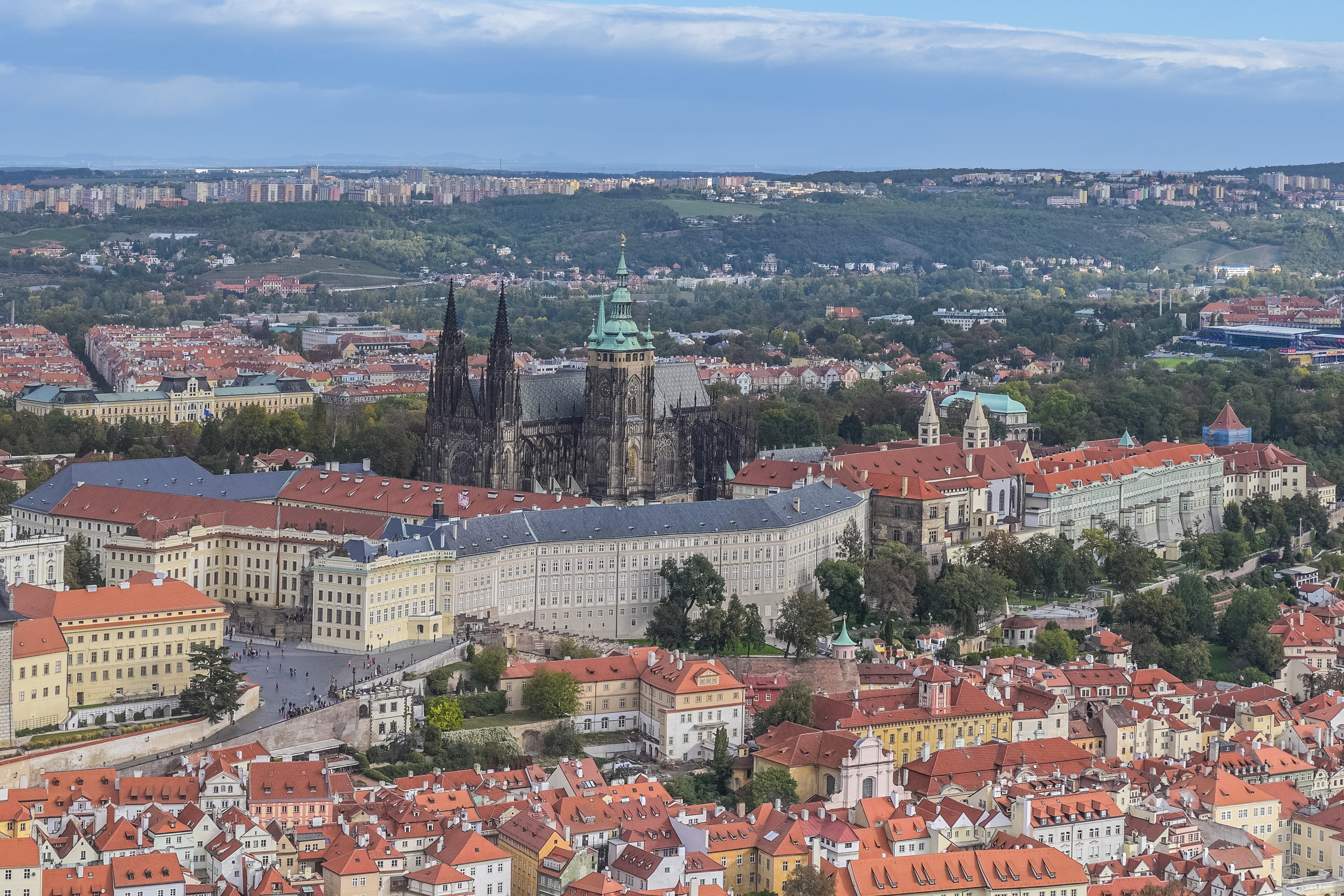
منظر للعاصمة

براغ (بالتشيكية: Praha، براها) هي عاصمة جمهورية التشيك وأكبر مدنها، والعاصمة التاريخية لمنطقة بوهيميا. تقع المدينة على نهر فلتافا، ويبلغ عدد سكانها حوالي 1.4 مليون نسمة، فيما يصل عدد سكان منطقتها الحضرية إلى نحو 2.3 مليون نسمة، ما يجعلها واحدة من أكبر المراكز الحضرية في أوروبا الوسطى.
تتميز براغ بتاريخ طويل ومعمار متنوع يعكس الأساليب الرومانسكية والقوطية وعصر النهضة والباروك. كانت المدينة عاصمة لمملكة بوهيميا، ومقرًا للعديد من الأباطرة الرومان المقدسين، أبرزهم الإمبراطور كارل الرابع (1346–1378) والإمبراطور رودولف الثاني (1575–1611). لعبت المدينة أدوارًا محورية في عدد من الأحداث التاريخية الكبرى مثل الإصلاح البروتستانتي، وحرب الثلاثين عامًا، كما كانت عاصمة تشيكوسلوفاكيا خلال القرن العشرين في فترتي ما بين الحربين العالميتين وخلال الحقبة الشيوعية التي أعقبت الحرب العالمية الثانية.
تحتضن براغ عددًا كبيرًا من المعالم الثقافية والتاريخية، مثل قلعة براغ، وجسر تشارلز، وساحة المدينة القديمة التي تضم الساعة الفلكية الشهيرة، والحي اليهودي، وتل بيترين، وقلعة فيشيهراد. وفي عام 1992، تم إدراج المركز التاريخي للمدينة في قائمة التراث العالمي التابعة لليونسكو، ما يبرز قيمتها التاريخية والثقافية الفريدة.
كما تتميز المدينة بوجود أكثر من عشرة متاحف رئيسية، إلى جانب العديد من المسارح وصالات العرض ودور السينما والمعارض. وتتمتع بشبكة حديثة وفعالة من وسائل النقل العام، التي تسهّل التنقل بين أحيائها. وتُعد جامعة تشارلز في براغ، التي أُسست في القرن الرابع عشر، أقدم جامعة في أوروبا الوسطى، وهي من أبرز المؤسسات التعليمية في المدينة.
وفقًا لتصنيف شبكة العولمة والمدن العالمية، تُصنف براغ كمدينة عالمية من الفئة "Beta+". كما احتلت في عام 2019 المرتبة الثالثة عشرة في مؤشر المدن الأكثر قابلية للعيش. وبفضل تاريخها العريق وجمالها المعماري، تُعد براغ من الوجهات السياحية الأكثر شعبية في أوروبا، إذ استقبلت أكثر من 8.5 مليون زائر دولي في عام 2017، ما جعلها خامس أكثر المدن الأوروبية زيارة بعد لندن وباريس وروما وإسطنبول.

## تاريخ
تأسست براغ في أواخر القرن التاسع الميلادي وأصبحت مقرا لملوك بوهيميا. ازدهرت المدينة خلال القرن الرابع عشر الميلادي إبان حكم الملك الروماني تشارلز الرابع الذي أمر ببناء البلدة الجديدة وجسر تشارلز وكاتدرائية القديس فيتوس أقدم كاتدرائية قوطية في أوروبا الوسطى وجامعة تشارلز أقدم جامعة في أوروبا الوسطى. أصبحت براغ في تلك الحقبة ثالث أكبر مدينة في أوروبا قاطبة حيث وصل عدد سكانها لحوالي 40 ألف شخص.
تشكلت براغ من اتحاد 4 مدن صغيرة متجاورة عام 1748 وهي البلدة القديمة وحي القلعة ومالاسترانا والبلدة الجديدة.
أهم الأحداث في تاريخ براغ مرتبة ترتيبا زمنيا:
- 870 م تأسيس المدينة وبناء قلعتها.
- 1085 م براغ تصبح مقرا للملوك الرومان وأولهم الملك فارتسلاف الأول.
- 1344 م أسقفية براغ تصبح أبرشية.
- 1346 م حكم تشارلز الرابع واختيار براغ كعاصمة للدولة الرومانية المقدسة.
- 1348 م تأسيس جامعة تشارلز.
- 1583 م حكم رودولف الثاني وعودة المدينة كعاصمة للدولة الرومانية ومركز ثقافي هام في أوروبا.
- 1620 م هزيمة البوهيمين البروتستانت على يد القوات الرومانية والإسبانية ودخول قوات التحالف الكاثوليكي للمدينة.
- 1621 م إعدام 27 شخصا من نبلاء المدينة (قادة الثورة البوهيمية) في ساحة البلدة القديمة.
- 1648 م وقوع المدينة تحت قبضة القوات السويدية.
- 1741 م احتلال المدينة من قبل القوات الفرنسية البافارية.
- 1744 م الجيوش البروسية تستولي على المدينة.
- 1890 م فيضان كبير يؤدي لأضرار جسيمة.
- 1918 م انتهاء الحرب العالمية الأولى واختيار براغ عاصمة لتشيكوسلوفاكيا.
- 1939 م ألمانيا النازية تحتل البلاد.
- 1945 م القوات الجوية الأمريكية تقصف هدفا خاطئا في براغ وتقتل المئات من المدنيين.
- 1948 م سيطرة الشيوعيين على تشيكوسلوفاكيا.
- 1968 م اجتياح القوات السوفيتية لبراغ لقمع المظاهرات المناوئة للشيوعيين.
- 1989 م براغ المركز الرئيس لثورة فيلفت الموجهة ضد الشيوعيين.
- 2000 م انعقاد قمة البنك الدولي في براغ ومظاهرة لمعارضي العولمة شهدت أعمال عنف.
- 2002 م إعلان حالة الطوارئ في براغ بسبب أسوأ فيضانات تشهدها منذ أكثر من مئة عام وإجلاء أكثر من 250ألف شخص من المدينة.

## مواقع سياحية
تعد براغ إحدى أهم المدن السياحية في أوروبا فالمدينة تمتاز بالسحر المعماري للمباني المشيدة وفق مختلف المدارس والطرز سواء من الفن الحديث أو الفن الباروكي ومن فن عصر النهضة والقوطي وغيرها. من أهم معالم براغ السياحية:
- قلعة براغ.
- البلدة القديمة.
- المالاسترانا: وفيه العديد من القصور ذات الطراز الباروكي.
- الساعة الفلكية وساحة البلدة القديمة.
- قلعة فيش.
- جسر تشارلز: يصل ضفتي الفتلافا ويربط المالاسترانا بالبلدة القديمة ويبلغ طوله 516 م.
- يوزيفوف: الحي اليهودي في المدينة.
- ساحة فاتسلاف: وهي المركز التجاري الرئيس لبراغ ويقع فيها المتحف الوطني.
- برج جيجكوف: وهو برج تلفزيون شيد عام 1985 ويصل ارتفاعه لـ216 م.

تشتهر تشيك عاصمة براغ بالسياحة العلاجية وبالتحديد مصحاتها العلاجية. إن وسيلة العلاج الأساسية هي الينابيع الشافية التي اكتشفها قدماء الرومان قبل 2000 سنة، وهي مصدر مياه معدنية طبيعية لامثيل لها تصل حرارتها إلى 39 درجة مئوية وهي من النوع الفحمي الصودي مع نسبة من الفلوريد وكمية كبيرة للغاية من العناصر الطبيعية بما في ذلك المعادن النادرة.

## ثقافة وتعليم
أهم المؤسسات الثقافية الموجودة في التشيك موجودة في براغ بصفتها المركز الثقافي في البلاد وهي على النحو التالي:
المتحف الوطني والمعرض الوطني ودار الأوبرا والمكتبة الوطنية والأوركسترا التشيكية والمسرح الوطني. تستضيف المدينة العديد من مهرجانات الأفلام والموسيقى والأدب.
في المدينة 8 جامعات وكليات وهي:
- جامعة تشارلز. أسست في عام 1348 م.
- جامعة التشيك التقنية. تأسست عام 1707 م.
- جامعة العلوم الاقتصادية. أنشئت عام 1953 م.
- أكاديمية الفنون الجميلة التشيكية. تأسست عام 1800 م.
- أكاديمية الفنون والعمارة والتصميم. تأسست عام 1885 م.
- جامعة الزراعة التشيكية. تأسست عام 1952 م.
- معهد التقنية الكيميائية. أسس عام 1920 م.

## المواصلات

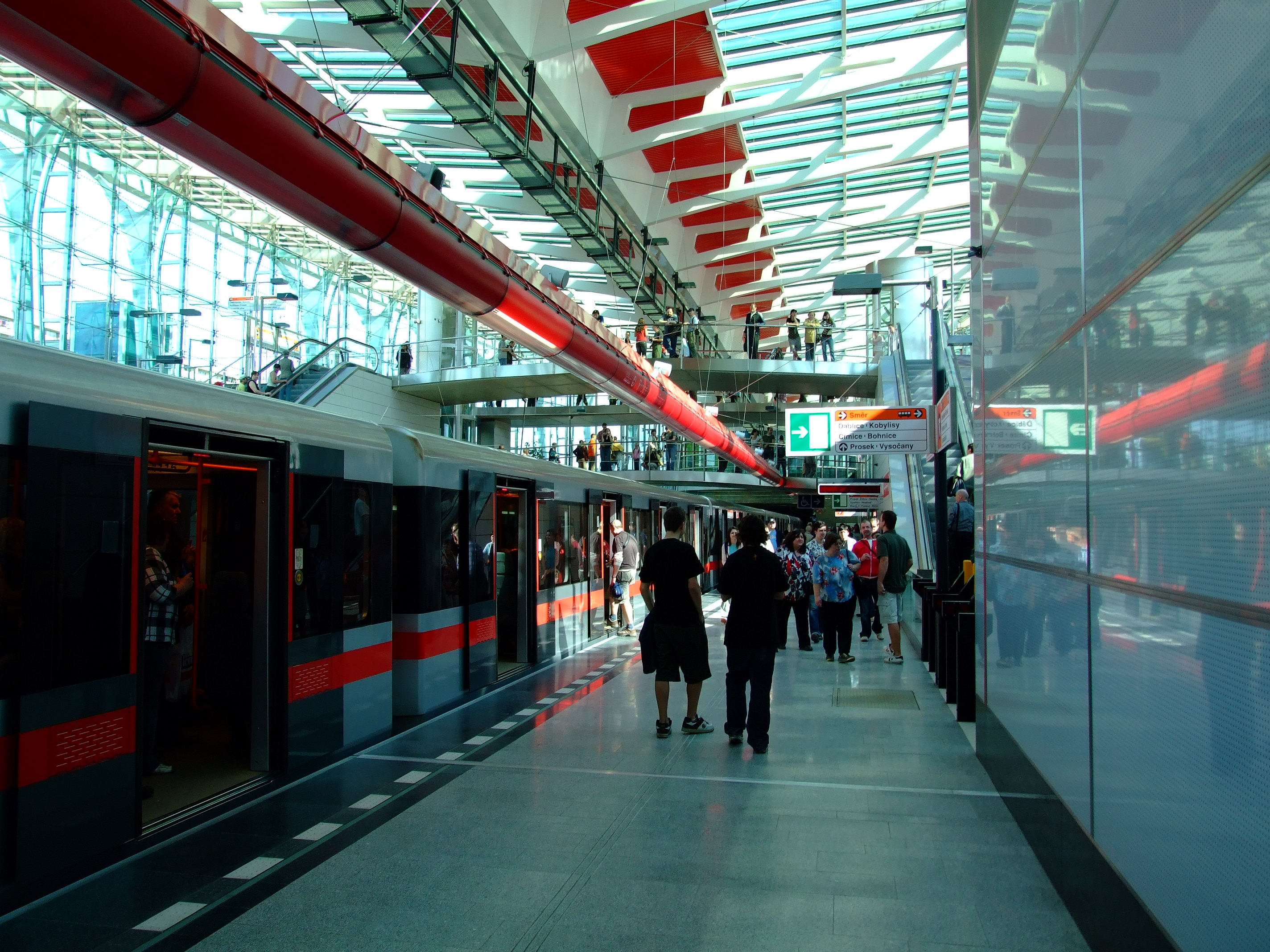
إحدى محطات المترو في براغ

يمكن التنقل في براغ بواسطة شبكات المترو وسكك الحديد المحمولة والقاطرات الكهربائية(الترام) ووسائل النقل الأخرى كالباصات وسيارات الأجرة. مطار روزيني الدولي هو مقر الخطوط الجوية التشيكية ويستقبل حوالي 10 ملايين راكب سنويا ويبعد حوالي 10 كم عن وسط المدينة.

## رياضة
- أحداث رياضية:
  - يقام في شهر مايو من كل عام ماراثون براغ الدولي أحد أشهر الماراثونات العالمية حيث يشارك فيه متنافسون من أكثر من 55 دولة.
  - استضافة كأس العالم لهوكي الجليد عام 2004 م.
  - استضافة الأدوار النهائية للبطولة الأوروبية لكرة السلة للأندية عام 2006 م.
- نوادي:
  - سبارتا براغ هو النادي الأول في التشيك في كرة القدم وهوكي الجليد.
  - سلافيا براغ أحد الأندية العريقة التشيكية والمنافس الأبرز لسبارتا.
- منشآت رياضية:
  - استاد ستاروف: أكبر استاد في العالم حيث يتسع لحوالي 250 ألف شخص.
  - صالة سازكا: إحدى أكبر صالات العالم متعددة الاستخدامات إذ تقام عليها منافسات كرة السلة وهوكي الجليد تتسع لحوالي 18 ألف مشاهد.